# لو كنت حليوة (مسرحية)
لو كنت حليوة هي مسرحية كوميدية مصرية من إخراج سعيد أبو السعد وبطولة ماري منيب، عادل خيري، ميمي شكيب، نجوى سالم، أديب الطرابلسي، محمود لطفي.

## قصة المسرحية
تدور أحداث المسرحية حول شحاتة موظف يعمل كاتباً لدى عبد الحفيظ ناظر الوقف الذي يشاع عنه أنه مختلس، ولا يتوانى شحاتة في العمل بجد وإخلاص رغم علمه بألاعيب رئيسه وتزويره في المستندات الرسمية، وبأنه ليس سليل عائلة عريقة كما يدعي، خصوصاً وأنه حصل على مستند يؤكد أن جد عبدالحفيظ كان من أرباب السوابق، وأنه سُجن ليس لأسباب سياسية، ولكن بسبب سرقة الديوك وهو ما جعلهم يسمونه فلفل فتح الباب أبو الديوك.

## طاقم العمل
- ماري منيب بدور ليلى
- عادل خيري بدور شحاتة
- ميمي شكيب بدور سيسه
- نجوى سالم بدور سوسن
- أديب الطرابلسي بدور أنيس
- محمود لطفي بدور عبدالحفيظ فتح الباب